# Schulzgambiet
Het Schulzgambiet is bij het schaken een variant in de Engelse opening. Het gambiet heeft als beginzetten:
1.c4 d5
2.cxd5 Pf6